# Néko Hnepeune
Néko Hnepeune (Wé, Lifou, Illes Loyauté, 1954) és un polític canac de Nova Caledònia. Funcionari diplomat en l'Institut Regional de l'Administració de Metz, el 1980 tornà a Nova Caledònia i es va afiliar a Unió Caledoniana. Des del 1984 dona suport al FLNKS i fou el primer director de l'Agència de Desenvolupament de la Cultura Canac (1983-1989) i secretari general de la Província del Nord.
A les eleccions provincials de Nova Caledònia de 1999 fou elegit diputat per les Illes Loyauté, en l'assemblea de la qual fou president de la comissió de finances i administració pública. El 2001 fou escollit alcalde de Lifou i a les eleccions provincials de Nova Caledònia de 2004 va encapçalar la llista del FLNKS-UC que li va donar la presidència de les Illes Loyauté, càrrec que ha mantingut després de les eleccions provincials de 2009 amb suport de gairebé tots els grups polítics de l'assemblea